# EC 1.10.99
La EC 1.10.99 è una sotto-sottoclasse della classificazione EC relativa agli enzimi. Si tratta di una sottoclasse delle ossidoreduttasi che include enzimi che utilizzano che utilizzano difenoli e molecole correlate come donatori di elettroni ed accettori di vario tipo.

## Enzimi appartenenti alla sotto-sottoclasse
| numero EC    | nome accettato                                   |
| ------------ | ------------------------------------------------ |
| EC 1.10.99.1 | plastochinolo-plastocianina reduttasi            |
| EC 1.10.99.2 | ribosildiidronicotinamide deidrogenasi (chinone) |
| EC 1.10.99.3 | violaxantina de-epossidasi                       |